# 竹學葉
竹學葉（1965年—），出生於中國河南省固始縣。华裔加拿大人，因网络爆光而引起关注。
1980年，年仅15岁的竹学叶进入郑州工学院土建系攻读民建专业学士学位（已并入郑州大学），1989年底取得硕士学位。後從中國前往加拿大就學，並得到加拿大蒙特婁康可地亞大學結构工程學博士，目前身為法輪功書籍專賣書商天梯書店經理。2002年8月10日，竹學葉取得加拿大公民身份，惟疑因法輪功問題，無法取得返回中國之簽證護照。